# 小行星1029
小行星1029（1029 La Plata）是一颗围绕太阳公转的小行星。
該小行星以阿根廷的城市拉布拉他命名。

## 参数
这颗小行星的绝对星等为10.88等，自转周期为15.310小时。